# Автошлях Т 0203
Автошля́х Т 0203 — автомобільний шлях територіального значення у Вінницькій та Київській областях. Пролягає територією Липовецького, Погребищенського та Сквирського районів через Турбів — Погребище — Сквиру. Загальна довжина — 89,9 км.

## Маршрут
Автошлях проходить через такі населені пункти:
| Автошлях Т 0203       |              |
| Вінницька область     |              |
| Липовецький район     |              |
| Турбів                | Р33Т 0219    |
| Погребищенський район |              |
|                       | Т 0227       |
| Степанки              |              |
| Погребище             | Т 0606       |
| Новофастів            |              |
| Київська область      |              |
| Сквирський район      |              |
| Мовчанівка            |              |
| Самгородок            |              |
| Сквира                | Р18Н02Т 1020 |

## Галерея

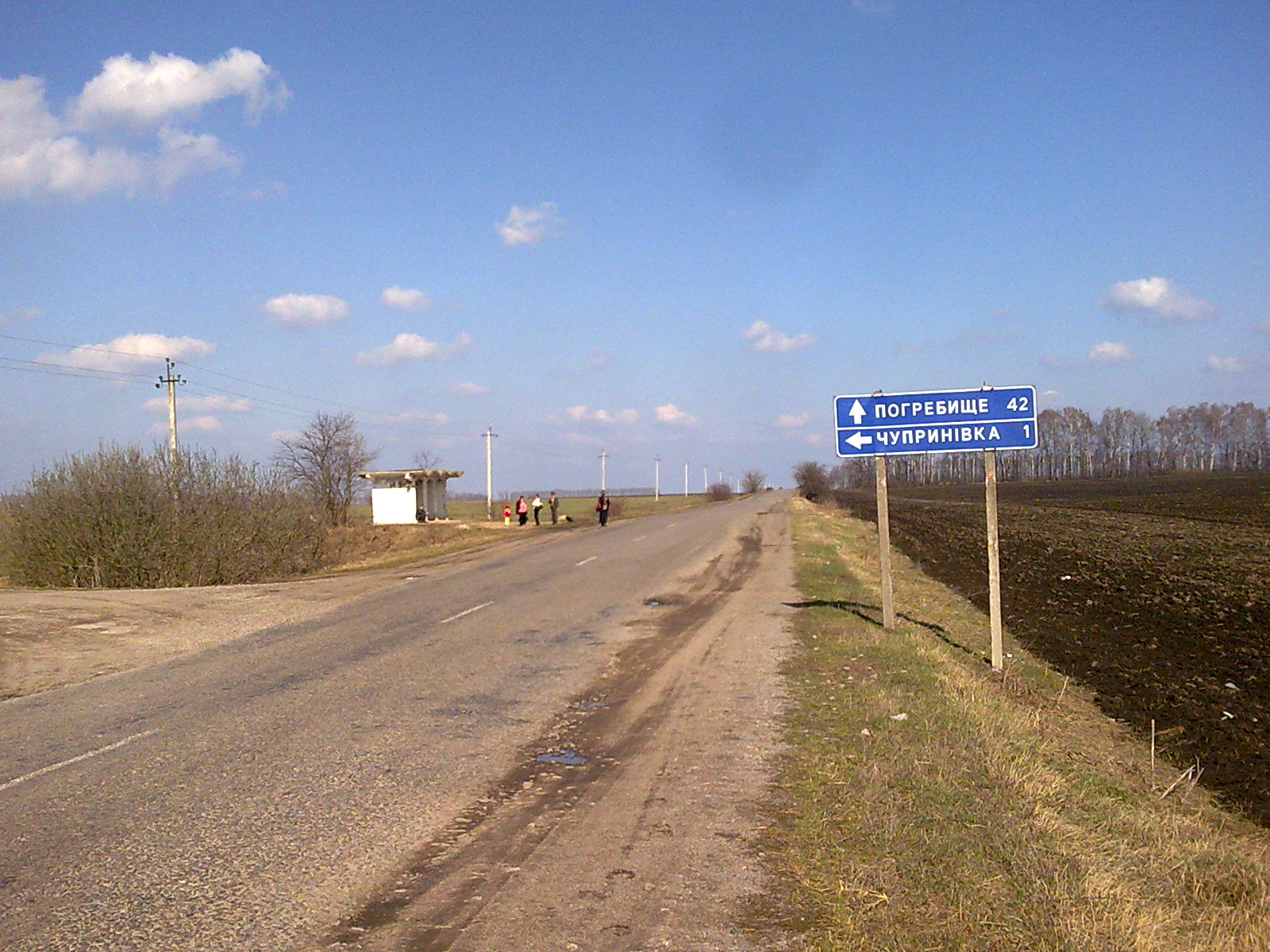
Автошлях поблизу с. Чупринівка
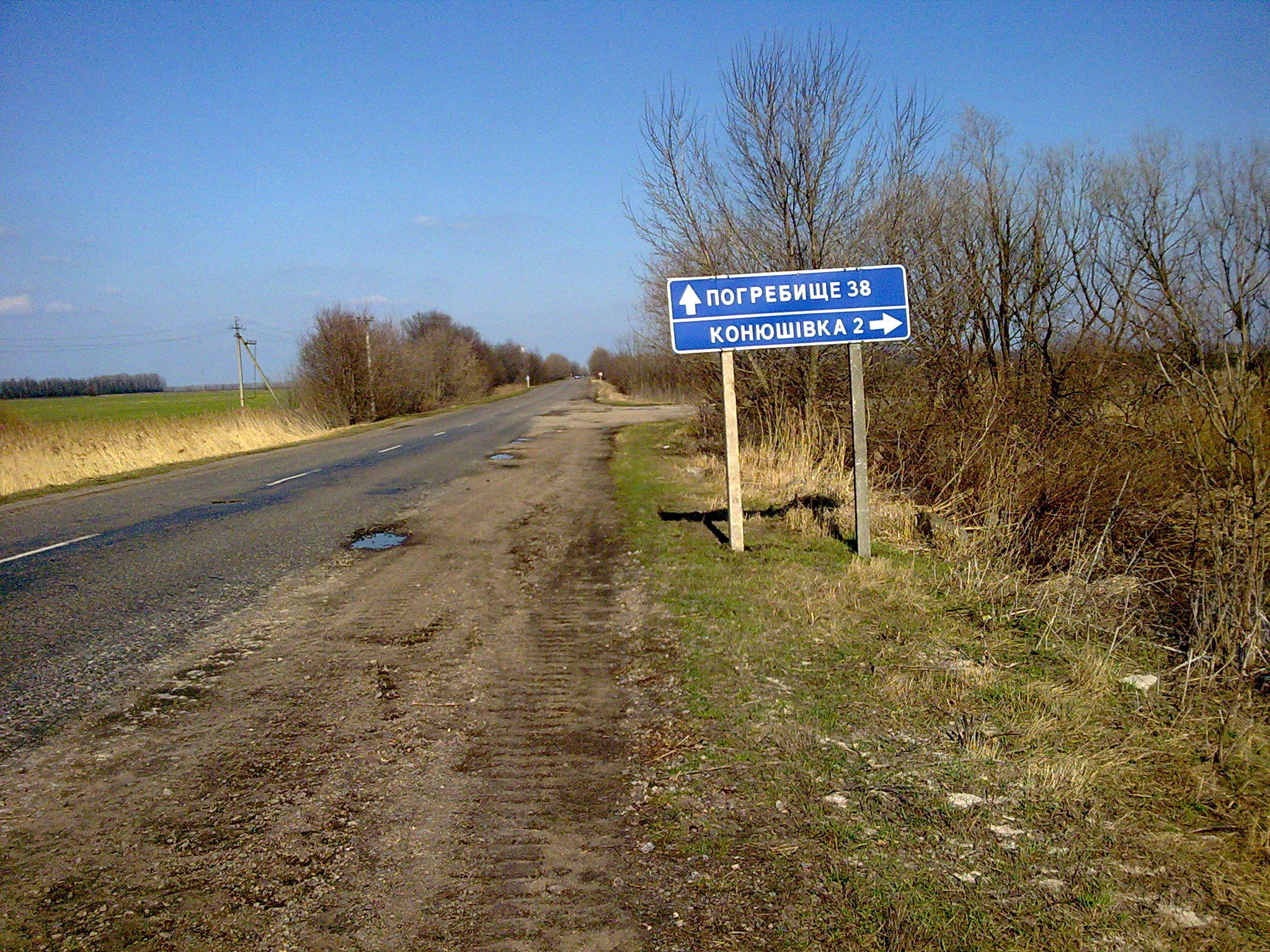
Поворот на с. Конюшівка
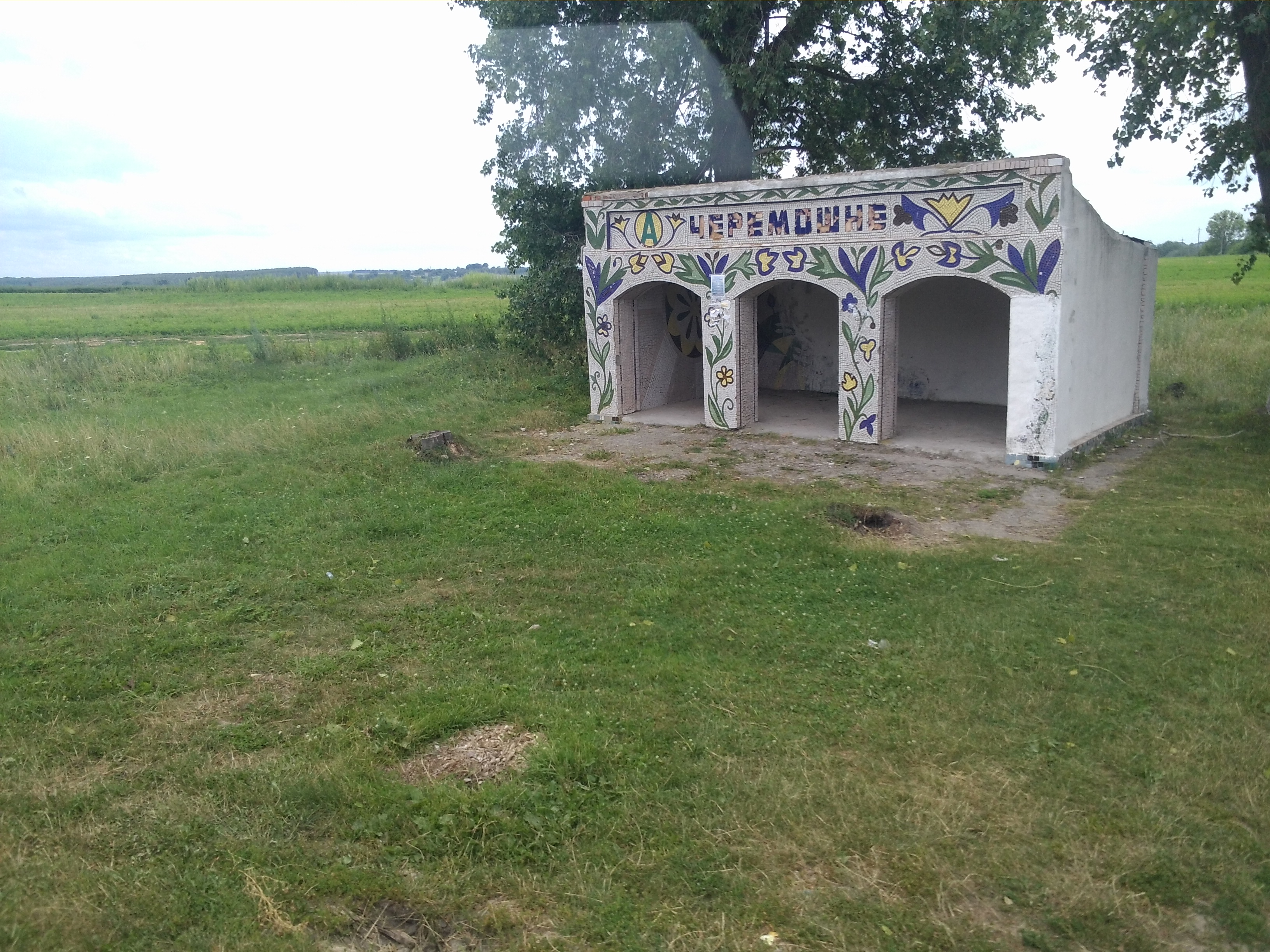
Автозупинка поблизу села Черемошне
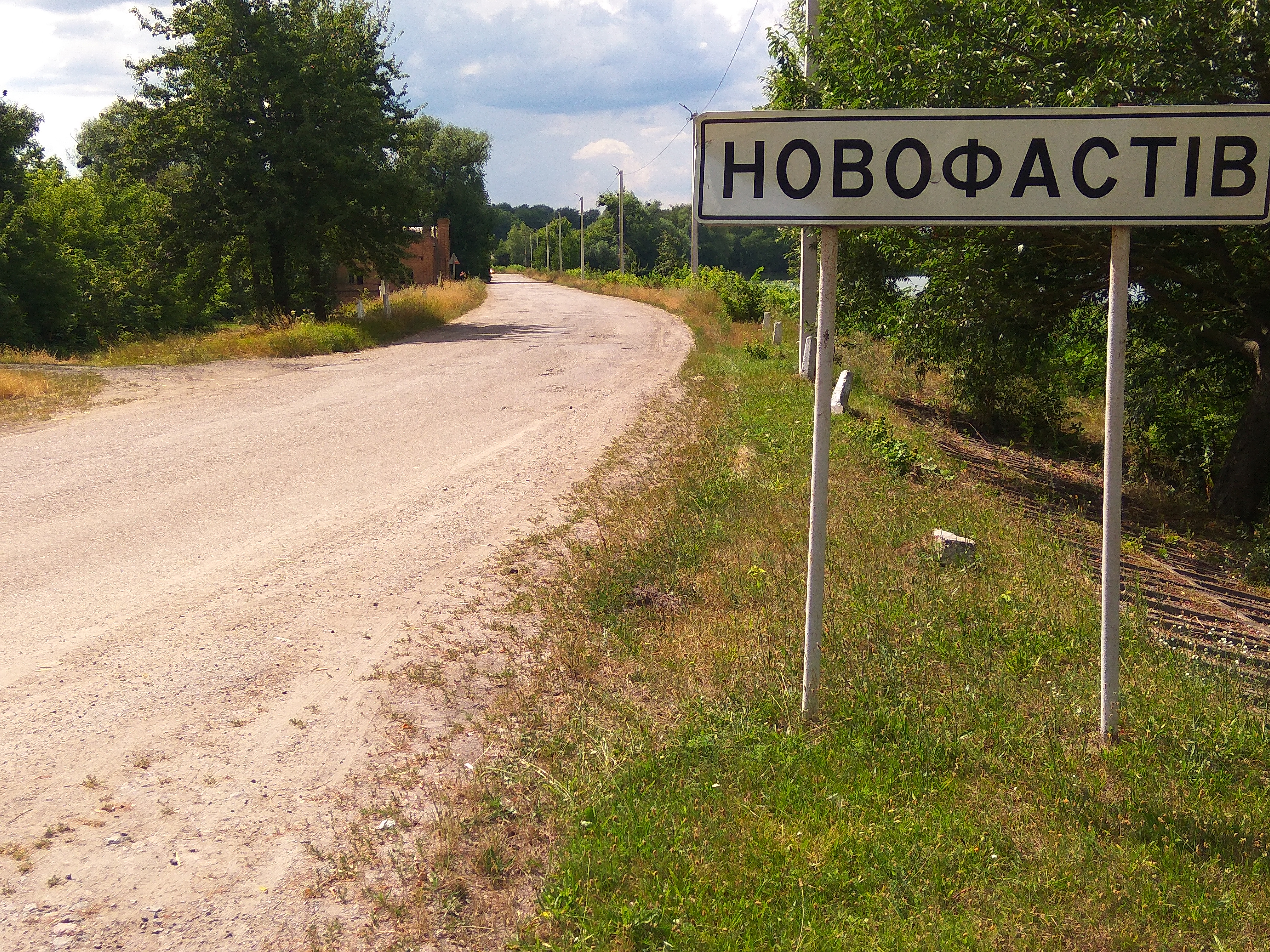
В'їзд до Новофастова
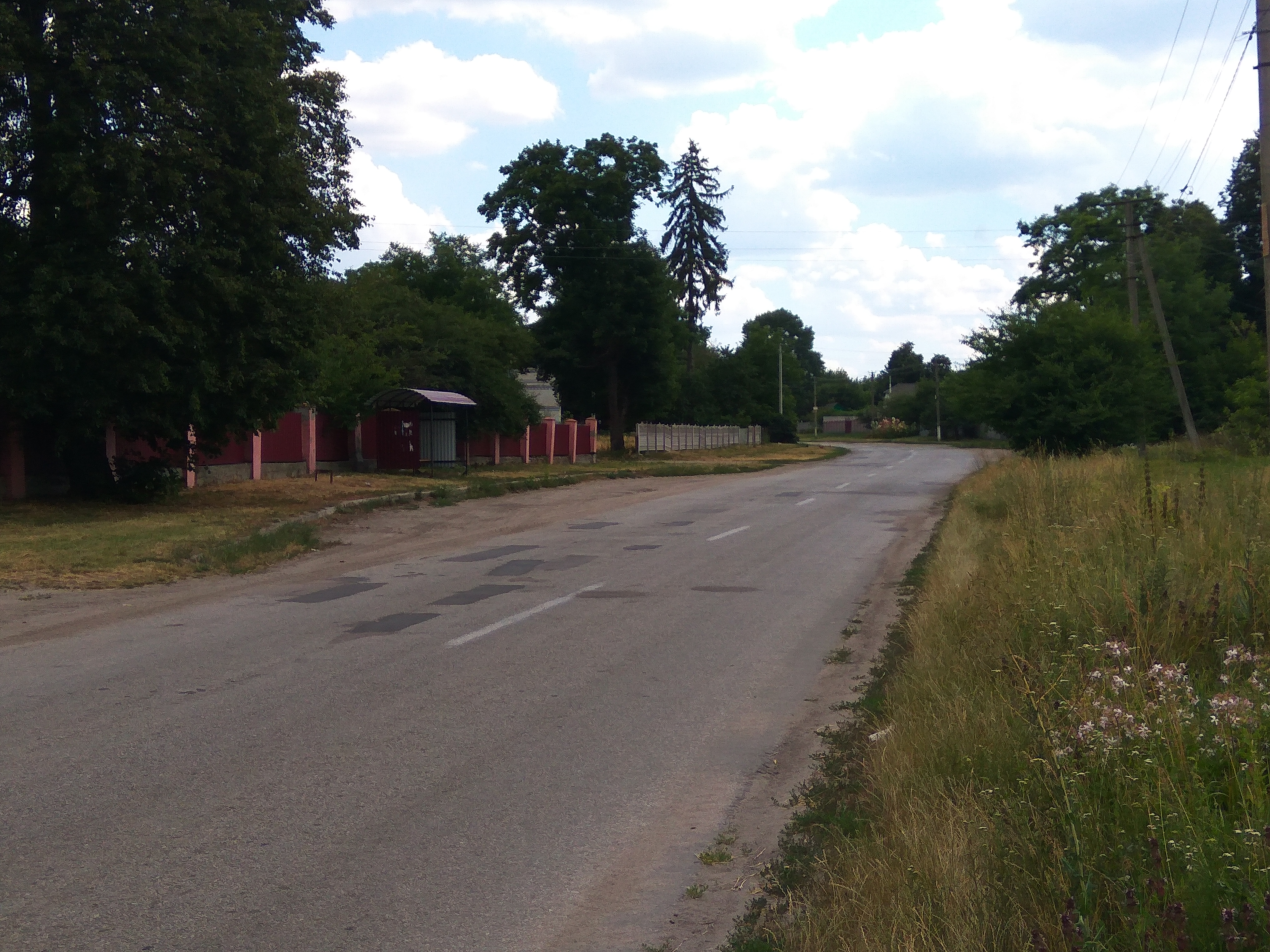
Автошлях через село Самгородок Сквирського району